# Вреде, Карл-Филипп фон

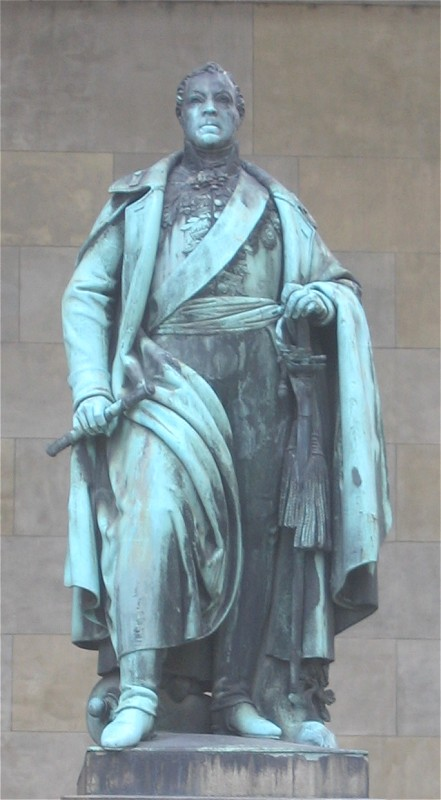
Бронзовая статуя князя Вреде. Фельдхернхалле. Мюнхен

Князь Карл-Филипп фон Вреде (нем. Carl Philipp Joseph von Wrede; 1767, Гейдельберг — 1838, Эллинген) — баварский генералиссимус (1822), крупнейший полководец Баварии эпохи Наполеоновских войн, успевший во главе баварских войск принять в них участие как на стороне Наполеона, так и на стороне антифранцузской коалиции.

## Биография
Родился в курфюршестве Пфальц, был последним, тринадцатым ребёнком в семье пфальцкого чиновника Фердинанда Йозефа Вредена (после присоединения Пфальца к Баварии и получения дворянского титула сократившего фамилию до "Вреде"). В военную службу вступил в 1799 году, с чином полковника. Ему поручено было сформировать для эрцгерцога Карла Рейн-Пфальцский корпус, с которым он и участвовал в первый раз в сражении при Фридрихсфельде.
В 1805 году Вреде сменил на посту командира баварской дивизии в армии Наполеона раненного генерала Деруа; по окончании войны 1809 года Наполеон возвёл Вреде в графское достоинство и пожаловал ему богатые поместья. В 1812 году он с баварскими войсками находился в корпусе Сен-Сира.
В 1813 году командовал войсками на австрийской границе, на реке Инн. Когда политика мюнхенского двора переменилась, то Вреде, принял начальство над баварско-австрийской армией, направленной сражаться на стороне союзников против Наполеона, и двинулся с нею к Майну, рассчитывая преградить путь отступления французам, но был разбит в сражении при Ханау, где получил тяжёлую рану. По выздоровлении он снова принял начальство над баварским корпусом, и в кампанию 1814 года участвовал в сражениях при Ла-Ротьере, Роне, Донмари, Бар-сюр-Об и Арси-сюр-Об. За предпоследнее из них Вреде был награждён российским орденом Святого Георгия 2-й степени, а 7 марта того же года произведён в фельдмаршалы. 
В 1815 году Вреде командовал баварскими войсками, двинутыми во Францию, а в 1822 году был назначен генералиссимусом баварских войск.

### Награды
- Военный орден Максимилиана Иосифа, большой крест (01.03.1806)
- Орден Гражданских заслуг Баварской короны, большой крест (25.06.1813)
- Военный орден Марии Терезии, командор (Австрия, 09.11.1813)
- Австрийский орден Леопольда, большой крест (Австрия, 09.11.1813)
- Орден Бани, большой крест (Великобритания, 27.07.1815)
- Военный орден Вильгельма, большой крест (Нидерланды, 27.07.1815)
- Орден Чёрного Орла (Пруссия, 27.02.1814)
- Орден Святого Андрея Первозванного (Россия, 17.05.1814)[1]
- Орден Святого Георгия 2-й степени (Россия, 19.05.1814)
- Орден Святого Георгия 3-й степени (Россия, 09.11.1813)
- Орден Святого Александра Невского (Россия, 09.11.1813)
- Орден Святой Анны 1-й степени (Россия, 17.05.1814)[2]
- Орден Почётного легиона, великий офицер (Франция, 13.03.1806)

## Галерея

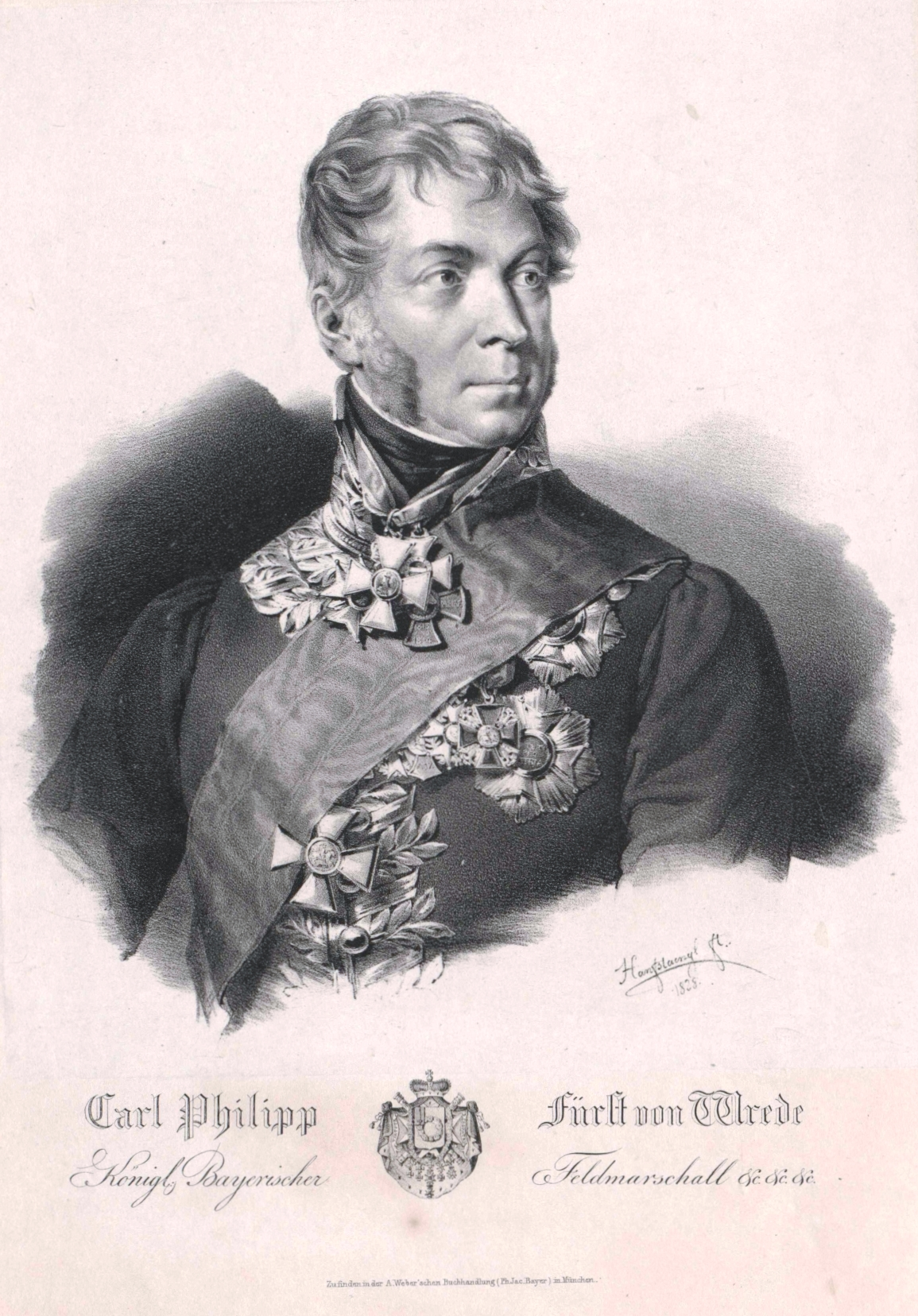
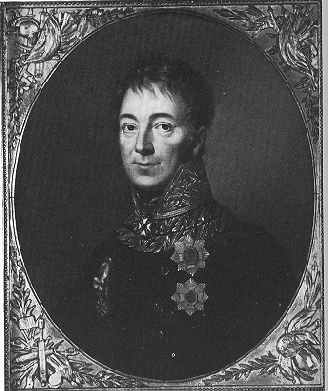